# Beaucitron dans l'ascenseur
Beaucitron dans l'ascenseur (The Floor Below) est un film muet américain réalisé par Charley Chase et Alfred J. Goulding, sorti en 1919 avec Snub Pollard dans le rôle principal.

## Fiche technique
- Titre : Beaucitron dans l'ascenseur
- Titre original : The Floor Below
- Réalisation : Charley Chase et Alfred J. Goulding
- Société de production : Rolin Films
- Producteur : Hal Roach
- Pays de production : États-Unis
- Format : Noir et blanc - 1,33:1 - Film muet
- Genre : comédie
- Date de sortie : 1919

## Distribution
- Snub Pollard
- Marie Mosquini